# Brodina (Suceava)
Brodina ist eine Gemeinde im Kreis Suceava in der historischen Region Bukowina in Rumänien.

## Lage
Brodina liegt in der Obcina Mare im Tal des Flusses Suceava. Es grenzt an die Gemeinden Ulma, Straja, Izvoarele Suceava und unmittelbar an die ukrainischen Grenze. Die Gemeinde ist in die Dörfer Brodina, Brodina de Jos, Cununschi, Dubiusca, Ehrește, Falcău, Norocu, Paltin, Sadău und Zalomestra unterteilt. Die Kreishauptstadt Suceava befindet sich etwa 55 km südöstlich.

## Etymologie
Der Name Brodina leitet sich von dem slawischen Wort brod (ukrainisch Броди, polnisch Brody, russisch Броды) mit der Bedeutung Furt ab.

## Geschichte
Im 14. Jahrhundert gelangte Brodina unter die Herrschaft Bogdans I., des Woiwoden der Maramureș. Später war Brodina Teil des kirchlichen Gebiets des Klosters Putna. Die Topographie der Bukowina (1774–1785) bestätigt 120 Familien im Dorf Sadău. 1775 kamen Huzulen aus Galizien in die Bukowina und ließen sich neben der rumänischen Bevölkerung im Norden der Obcina Mare nieder. In den folgenden Jahrhunderten war Brodina in das Territorium des Fürstentums Moldau integriert.
Nachdem das Fürstentum zunehmend unter osmanischen Einfluss geraten war, wurde die Bukowina 1774 Teil Österreich-Ungarns. Im Jahr 1898 wurde Brodina an die Bahnstrecke Rădăuți–Brodina der Neuen Bukowinaer Lokalbahn sowie die heute stillgelegte Bahnstrecke Brodina–Izvoarele Sucevei angeschlossen; die Strecke wurde nach dem Ersten Weltkrieg durch die rumänische Staatsbahn CFR übernommen.
Nach dem Ersten Weltkrieg wurde die Bukowina und damit auch Brodina ein Teil Rumäniens.

## Bevölkerung
Bei der Volkszählung 2011 lebten in Brodina 3320 Personen, darunter 3000 Rumänen und 249 Ukrainer.

## Verkehr
Die heutige Zuganbindung der Bahnstrecke Rădăuți–Brodina existiert nur noch bis zum ca. 30 km entfernten Gura Putnei. Die Gemeinde Brodina liegt unmittelbar an den Straßen 176 und 209G. Letztere führt bis zum rumänisch-ukrainischen Grenzübergang bei Ulma.

## Sehenswürdigkeiten
- Kloster Putna (etwa 11 km südwestlich)